# USS Boston (CA-69)
Бостон (CA-69/CAG-1) — тяжёлый крейсер типа «Балтимор», в 1951—1955 гг. оснащённый зенитным ракетным комплексом (ЗРК) «Терьер», и ставший первым в мире ракетным крейсером и головным кораблём одноимённого типа.

## История службы

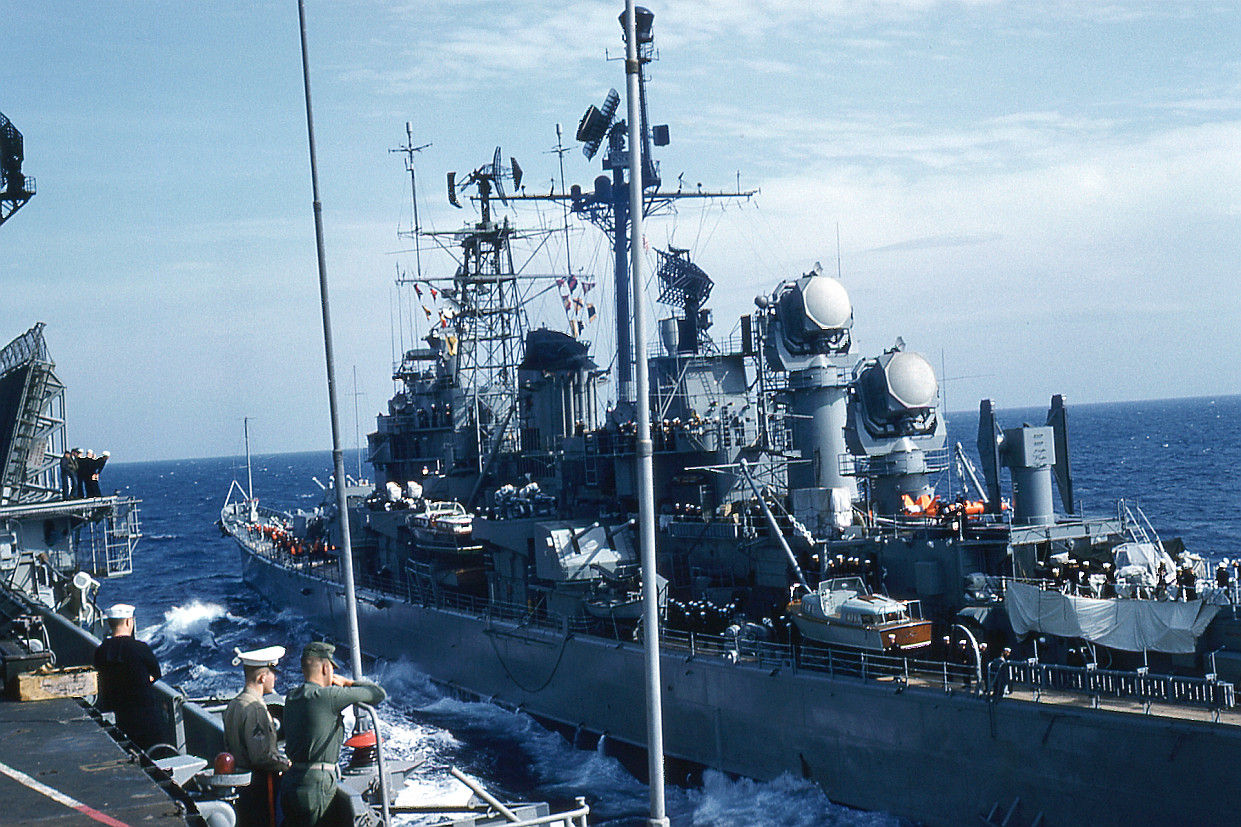
«Бостон», 1962 год

Тяжёлый (CA-69), а затем ракетный (CAG-1) крейсер «Бостон» назван в честь Бостона, одного из старейших городов США и административного центра штата Массачусетс. Это шестой корабль ВМФ США, названный этим именем.
Корабль спущен на воду 26 августа 1942 года на верфи Fore River Shipyard (в Куинси, штат Массачусетс) компании Бетлехем Стил. 
Вступил в строй 30 июня 1943 года под командованием капитана 1 ранга Дж. Карсона (англ. Captain J. H. Carson).

### Вторая мировая война
По вступлении в строй был приписан к Тихоокеанскому флоту и прибыл в Перл-Харбор 6 декабря 1943 года.
В январе 1944 года он вошёл в состав оперативного соединения 58 (TF 58), в составе которого принял участие:
- в рейдах на Маршалловы острова, поддерживая высадку десанта на Кваджелейн, Маджуро и Эниветок в период с 31 января по 28 февраля 1944 года;
- в рейдах на Палау и Западные Каролины, 30 марта — 1 апреля 1944 года;
- в рейдах на Голландию и западное побережье Новой Гвинеи, 21—24 апреля 1944 года;
- в рейде на Трук, включая обстрел о. Сатаван, 29 апреля — 1 мая 1944 года;
- во вторжение на Сайпан 11—24 июня 1944 года;
- в 1-м рейде на Бонинские острова 15—16 июня;
- в сражении в Филиппинском море 19—20 июня;
- во 2-м рейде на Бонинские острова 24—26 июня;
- в 3-м рейде на Бонинские острова 3—4 июля;
- во вторжении на Гуам 12 июля — 15 августа;
- в рейде Палау — Яп — Улити 25—27 июля;
- в высадке на Моротай 15 сентября;
- в захвате южной части Палау 6 сентября — 14 октября и рейде на Филиппинские острова 9—24 сентября.

В составе оперативного соединения 38 (TF 38) он участвовал:
- в рейде на о. Окинава 10 октября;
- рейде на северный Лусон и Тайвань 11—14 октября; рейды на Лусон 15 и 24—26 октября, 13—14 и 19—20 ноября, 14—16 декабря, в том числе в битве в заливе Лейте 24—26 октября;
- в рейдах на Тайвань 3—4, 9, 15 и 21 января 1945 года;
- в рейдах на Лусон 6—7 января;
- рейдах к побережью Китая 12 и 16 января;
- в рейде на Рюкю 22 января;
- в рейдах на Хонсю и Рюкю 15—16 февраля и 1 марта.

25 марта 1945 года «Бостон» прибыл в Лонг-Бич (Калифорния) для ремонта. 
Возвратившись в западную часть Тихого океана через Перл-Харбор и Эниветок, он вошёл в состав оперативного соединения 38 и 20 июля — 15 августа участвовал в рейдах на Японские острова, включая обстрелы Камаиси и Хонсю 9 августа.
В течение Второй мировой войны «Бостон» получил 10 боевых звёзд.

### Послевоенный период
После капитуляции Японии «Бостон» до 28 февраля 1946 года входил в состав оккупационных войск, затем вернулся в США, был выведен из состава флота и 29 октября 1946 поставлен на консервацию на Военно-морской верфи Пьюджет-Саунд.
4 января 1952 года «Бостон» переклассифицирован в ракетный крейсер CAG-1 и в феврале 1953 года отбуксирован из Бремертона в Филадельфию для реконструкции на верфи компании New York Shipbuilding в Кэмдене (штат Нью-Джерси). 
Во время реконструкции были демонтированы кормовые башни 203-мм и 127-мм орудий, вместо которых поставлены пусковые установки ЗРК «Терьер».
1 ноября 1955 года корабль снова вступил в строй и действовал у Атлантического побережья США и в Карибском море, участвуя во флотских учениях. 
23 ноября 1956 года он был выдвинут в Средиземное море, откуда вернулся в мае 1957 года.
2 февраля 1970 года «Бостон» был выведен из состава флота, 
1 ноября 1973 года вычеркнут из Военно-морского регистра, а 
1 марта 1975 года продан на лом.